# Valtatie 12
Pour les articles homonymes, voir Valtatie et Route nationale 12.
La route nationale 12  (en finnois : Valtatie 12, en suédois : Riksväg 12) est une route nationale de Finlande menant de Rauma à Kouvola.
Elle mesure 339 kilomètres de long.

## Trajet
La route nationale 12 traverse les municipalités suivantes :
Rauma – Eura – Köyliö – Kokemäki – Huittinen – Sastamala – Nokia – Tampere – Kangasala – Pälkäne – Hämeenlinna – Hämeenkoski – Hollola – Lahti – Nastola – Orimattila – Nastola (bis) – Iitti – Kouvola.